# مايك ديلارد
مايك ديلارد (بالإنجليزية: Mike Dillard)‏ هو طبال أمريكي، ولد في 1964.

## وصلات خارجية
- مايك ديلارد على موقع ميوزك برينز (الإنجليزية)
- مايك ديلارد على موقع إن إن دي بي (الإنجليزية)
- مايك ديلارد على موقع أول ميوزيك (الإنجليزية)